# Paranthidium vespoides
Paranthidium vespoides là một loài Hymenoptera trong họ Megachilidae. Loài này được Friese mô tả khoa học năm 1925.